# Karl Miklós
Karl Miklós (Muzslya, 1931. augusztus 4. – Muzslya, 1991. szeptember 17.) helytörténész, pedagógus, újságíró.

## Életpályája
Elemi iskoláit Muzslyán és Nagybecskereken, a tanítóképzőt 1949-ben Szabadkán végezte, majd 1953-ban a Tanárképző Főiskola történelem szakát Újvidéken végezte. 1949-től 1951-ig Bocsáron volt tanító. 1951-től él Muzslyán mint  történelemtanár, egyúttal a helyi közösség elnöke, a helyi labdarúgóklub vezetője, edzője, a Magyar Szó tudósítója is.  
Az 1970-es években magyar nacionalizmussal vádolták, és a nagybecskereki bíróság verbális delictum címén elkövetett bűntett vádjával kéthavi börtönre ítélte. Kiszabadulása után politikai alkalmatlanság miatt munkanélküli lett, majd rokkantként nyugdíjazták. 
Muzslyán hunyt el 60 évesen, 1991. szeptember 17-én.

## Munkássága
- Egyetlen, A dűlőutak szorgos népe (Forum Könyvkiadó – Magyar Szó, Újvidék, 1990) című kötetében szereplő cikkeit a Magyar Szó szombatonként megjelenő négyoldalas melléklete, a Bánáti Híradó közölte, ebben Muzslya népszokásairól írt cikkei szerepelnek.